# 10e étape du Tour d'Italie 1999
Pour un article plus général, voir Tour d'Italie 1999.
La 10e étape du Tour d'Italie 1999 s'est déroulée le 24 mai dans les régions des Marches, d'Ombrie et de Toscane. Le parcours de 179 kilomètres était disputé entre Ancône, dans la province éponyme et Sansepolcro, dans celle d'Arezzo. Elle a été remportée par l'Italien Mario Cipollini de la formation italienne Saeco.

## Récit
Mario Cipollini remporte au sprint sa deuxième étape sur ce Giro. C'est sa 27e victoire d'étape sur le Tour d'Italie. Laurent Jalabert conserve le maillot rose.

## Classement de l'étape
| \| 1. \| Mario Cipollini \| \| Saeco \| en \| \| \| 2. \| Ivan Quaranta \| \| Mobilvetta \| + \| 0 s \| \| 3. \| Massimo Strazzer \| \| Mobilvetta \| \| m.t. \| |                  |  |            |    |      |
| 1. | Mario Cipollini  |  | Saeco      | en |      |
| 2. | Ivan Quaranta    |  | Mobilvetta | +  | 0 s  |
| 3. | Massimo Strazzer |  | Mobilvetta |    | m.t. |

## Classement général
| \| 1. \| Laurent Jalabert \| \| ONCE \| en \| \| \| 2. \| Marco Pantani \| \| Mercatone Uno \| + \| 0 s \| \| 3. \| Dario Frigo \| \| Saeco \| \| 58 s \| |                  |  |               |    |      |
| 1. | Laurent Jalabert |  | ONCE          | en |      |
| 2. | Marco Pantani    |  | Mercatone Uno | +  | 0 s  |
| 3. | Dario Frigo      |  | Saeco         |    | 58 s |